# Kōji Yamada

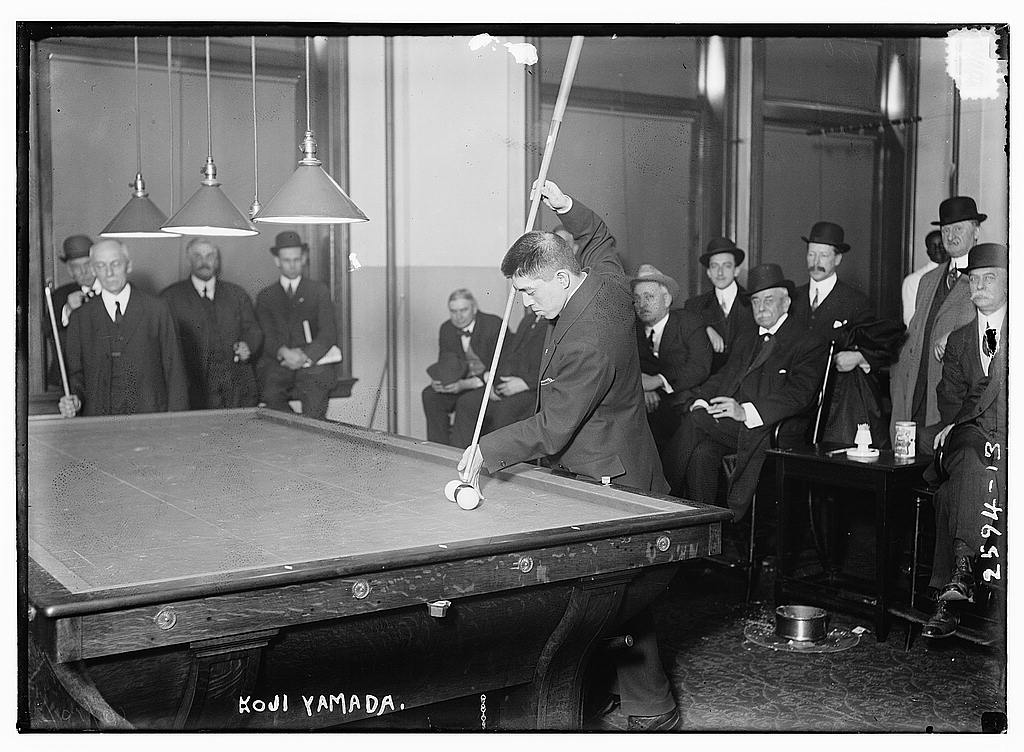
Koji Yamada en 1912 aux États-Unis.

Pour les articles homonymes, voir Yamada.
Kōji Yamada (山田 浩二, Yamada kōji) est un champion du monde japonais de billard.

## Biographie
Il réside deux ans à Berlin. Il immigre aux États-Unis en 1912 et affronte un joueur nommé Ora Morningstar. En 1913, il joue face à Willie Hoppe (en) pour le titre du championnat.